# 허문영 (지휘자)
허문영(1964년 ~ )은 조선민주주의인민공화국의 여성 지휘자이다. 만수대예술단 초대단장을 역임한 지휘자 허재복의 딸로 평양에서 태어났고, 평양음악무용대학(현 김원균평양음악대학)과 레닌그라드 림스키-코르사코프 음악원에서 아버지 허재복을 배워준 교수에게서  작곡과 지휘를 배웠다.
귀국 후 만수대예술단 소속 지휘자가 되었고, 2006년 5월에는 조선국립교향악단 지휘자로 임명되었다.